# Javorník (Morávia do Sul)
Javorník é uma comuna checa localizada na região de Morávia do Sul, distrito de Hodonín.